# Арагуаина

Арагуаина на карте штата.

Арагуаина (порт. Araguaína) — муниципалитет в Бразилии, входит в штат Токантинс. Составная часть мезорегиона Западный Токантинс. Входит в экономико-статистический микрорегион Арагуаина. Население составляет 150 484 человека на 2010 год. Занимает площадь 4 000,416 км². Плотность населения — 37,62 чел./км².
Покровителем города считается Святое Сердце Иисуса.

## История
Город основан 14 ноября 1958 года.

## Демография
Согласно сведениям, собранным в ходе переписи 2010 г. Национальным институтом географии и статистики (IBGE), население муниципалитета составляет:
| Полное население                               | Полное население                               | Полное население                               | Полное население                               | 150 484 |
| ---------------------------------------------- | ---------------------------------------------- | ---------------------------------------------- | ---------------------------------------------- | ------- |
| в том числе:                                   | Городское население                            | 142 925                                        | Процент городского населения, %                | 94,98   |
|                                                | Сельское население                             | 7 559                                          | Процент сельского населения, %                 | 5,02    |
|                                                | Мужское население                              | 73 587                                         | Процент мужского населения, %                  | 48,90   |
|                                                | Женское население                              | 76 897                                         | Процент женского населения, %                  | 51,10   |
| Плотность населения, чел/км²                   | Плотность населения, чел/км²                   | Плотность населения, чел/км²                   | Плотность населения, чел/км²                   | 37,62   |
| Население муниципалитета в % к населению штата | Население муниципалитета в % к населению штата | Население муниципалитета в % к населению штата | Население муниципалитета в % к населению штата | 10,88   |

По данным оценки 2016 года население муниципалитета составляет 170 183 жителя.

## Статистика
- Валовой внутренний продукт на 2005 составляет 1.076.303.000,00 реалов (данные: Бразильский институт географии и статистики).
- Валовой внутренний продукт на душу населения на 2005 составляет 8.440,00 реалов (данные: Бразильский институт географии и статистики).
- Индекс развития человеческого потенциала составляет 0,749 PNUD/2000 (данные: Программа развития ООН).

## География
Климат местности: тропический.

## Важнейшие населенные пункты
| № | Населённый пункт | Населённый пункт (порт.) | Категория | Население чел. (2010) | На карте                       |
| - | ---------------- | ------------------------ | --------- | --------------------- | ------------------------------ |
| 1 | Арагуаина        | Araguaína                | город     | 142 925               | 7°11′36″ ю. ш. 48°11′39″ з. д. |
| 2 | Нову-Оризонти    | Novo Horizonte           | поселок   | 1 387                 | 7°11′13″ ю. ш. 48°20′25″ з. д. |
| 3 | Понтис           | Pontes                   | поселок   | 498                   | 7°16′51″ ю. ш. 48°16′34″ з. д. |
| 4 | Барра-да-Грота   | Barra da Grota           | поселок   | 367                   | 7°12′37″ ю. ш. 48°17′54″ з. д. |
| 5 | Даяра            | Daiara                   | поселок   | 261                   | 7°16′29″ ю. ш. 48°15′27″ з. д. |
| 4 | Гротан           | Grotão                   | поселок   | 162                   | 7°04′34″ ю. ш. 48°15′16″ з. д. |
| 5 | Гаримпинью       | Garimpinho               | поселок   | 89                    | 7°19′53″ ю. ш. 49°13′34″ з. д. |